# L'Assomption de la Vierge (Passerini, Andrea del Sarto)
Pour les articles homonymes, voir Assomption (homonymie) et L'Assomption de la Vierge en art.
L'Assomption de la Vierge (dite, en italien, Assunta Passerini) est une peinture à l'huile sur bois d'Andrea del Sarto, réalisée vers 1526, qui mesure 362 sur 209 cm. Elle est conservée à la galerie Palatine du Palazzo Pitti à Florence.

## Histoire
Commissionné initialement par Margherita Passerini pour l'autel d'une chapelle personnelle à l'église Santa Maria delle Grazie al Calcinaio hors les murs de Cortone, et payé 155 florins, le tableau est ensuite transféré par les frères  dans l'église  Sant'Antonio dei Servi.
Andrea del Sarto en répétera la composition dans le tableau titré Assunta Panciatichi également conservé à la galerie Palatine.

## Sujet iconographique
L'Assomption de Marie (sa montée au ciel avec son corps après sa mort) est un thème de l'iconographie chrétienne permettant de confronter un même événement en deux registres superposés : en bas le terrestre d'où vient la cause de l'événement (ici la disparition du corps de la Vierge vue par son tombeau ouvert), et dans le haut, le registre céleste avec sa présence dans les cieux entourée de figures angéliques.
Les témoins de la scène du registre inférieur sont les apôtres entourant le sarcophage ouvert, certains constatant l'absence du corps de la Vierge dans celui-ci, les autres levant les yeux constatant sa présence dans le ciel.
La Vierge porte le regard devant elle, les mains jointes d'où vient une lumière divine ce qui la différencie de l'autre Assomption.
Le Christ qui a provoqué l'assomption de sa mère à la demande des apôtres transportés miraculeusement autour du tombeau, est  visible près de celui-ci vêtu de rouge, selon les récits apocryphes.

## Description
La transition entre les registres terrestre et céleste s'opère ici par la présence d'un bloc rocheux s'élevant et se perdant dans la nuée.
Deux apôtres figurent au premier plan à genoux et un porte le regard vers le spectateur comme dans l'autre Assomption.